# Chrysosoma lacteimicans
Chrysosoma lacteimicans är en tvåvingeart som beskrevs av Becker 1923. Chrysosoma lacteimicans ingår i släktet Chrysosoma och familjen styltflugor.
Artens utbredningsområde är Kongo. Inga underarter finns listade i Catalogue of Life.